# Seznam etnologov
Seznam etnologov je krovni seznam.
- seznam albanskih etnologov
- seznam ameriških etnologov
- seznam angleških etnologov
- seznam argentinskih etnologov
- seznam avstralskih etnologov
- Seznam avstrijskih etnologov
- seznam azerbajdžanskih etnologov
- seznam belgijskih etnologov
- seznam beloruskih etnologov
- seznam bolgarskih etnologov
- seznam bosanskohercegovskih etnologov
- seznam brazilskih etnologov
- seznam čeških etnologov
- seznam črnogorskih etnologov
- seznam estonskih etnologov
- seznam finskih etnologov
- Seznam francoskih etnologov
- seznam grških etnologov
- seznam gruzijskih etnologov
- Seznam hrvaških etnologov
- seznam iranskih etnologov
- seznam irskih etnologov
- seznam italijanskih etnologov
- seznam japonskih etnologov
- seznam kanadskih etnolgov
- seznam kitajskih etnologov
- seznam korejskih etnologov
- seznam latvijskih etnologov
- seznam litovskih etnologov
- seznam lužiških etnologov
- seznam madžarskih etnologov
- seznam makedonskih etnologov
- seznam mehiških etnologov (antropologov)
- seznam moldovskih etnologov
- seznam mongolskih etnologov
- Seznam nemških etnologov
- seznam nizozemskih etnologov
- seznam norveških etnologov
- seznam poljskih etnologov
- seznam romunskih etnologov
- seznam ruskih etnologov
- Seznam slovenskih etnologov
- seznam slovaških etnologov
- seznam srbskih etnologov
- seznam škotskih etnologov
- seznam španskih etnologov
- seznam švedskih etnologov
- seznam švicarskih etnologov
- sezhnam turških etnologov
- seznam ukrajinskih etnologov
- seznam velških etnologov